# Società per le strade ferrate della Sicilia
La Società per le strade ferrate della Sicilia, conosciuta anche come la Sicula, era una società costituitasi per la costruzione e l'esercizio delle linee ferroviarie della Sicilia.

## Storia
La società venne formata da un gruppo bancario a prevalente capitale straniero, con sede a Roma a partire dalle convenzioni del 1885 che divisero la rete ferroviaria italiana in tre grandi gruppi societari. Prese il posto delle precedenti società che gestivano le linee ferroviarie isolane tra le quali era la Società Vittorio Emanuele. Queste all'atto del subentro non avevano ancora completato il programma di costruzioni previsto che procedeva con estrema lentezza; nel 1872, infatti, era stata incaricata dal governo, per procedere al completamento e all'esercizio della costruenda rete calabro-sicula, la Società italiana per le strade ferrate meridionali dato che la concessionaria, la Vittorio Emanuele, era entrata in una seria fase di difficoltà finanziarie che la condussero al fallimento. Solo grazie a ciò alla data del 1º maggio 1876 la lunghezza della rete ferroviaria siciliana era di 550 chilometri. La linea Palermo-Marsala-Trapani era entrata in funzione solo il 5 giugno 1881 a cura della Società della Ferrovia Sicula Occidentale e nel 1885 rappresentava, con i suoi 195 km, un terzo di tutta la rete siciliana che si estendeva complessivamente per 597 km.
La neo costituita società proseguì pur lentamente il programma di costruzioni: nel 1895 venne finalmente completata la ferrovia Palermo-Messina e alla fine del 1896 la rete delle strade ferrate sicule aveva raggiunto i 1.093 km.
Ad essa venne affidato anche l'esercizio di traghettamento nello Stretto di Messina, nel novembre 1893, mediante la concessione per la navigazione a vapore attraverso lo Stretto e con l'obbligo di effettuare due corse giornaliere di traghetto tra Messina e Reggio Calabria, istituendone altre due per Villa San Giovanni all'atto del completamento della Ferrovia Tirrenica Meridionale. Nel 1894 la "Società sicula" ordinò all'industria cantieristica una coppia di ferry-boat, con azionamento a pale e motore a vapore, che entrarono in servizio a fine 1896 come semplici piroscafi in attesa del completamento delle invasature. Le due navi-traghetto erano la Scilla e la Cariddi. Il servizio di traghettamento regolare di carri merci tra Messina e Reggio Calabria iniziò a novembre del 1899 e il 1º agosto 1901 la società inaugurò il traghettamento viaggiatori con le due carrozze pullman del treno direttissimo Roma-Siracusa.
Dal 1901 al 1905 fu direttore generale della società l'ingegnere Riccardo Bianchi.
Nel 1923 la società venne acquisita dalla Compagnia Anglo-Romana per l'Illuminazione di Roma col Gaz ed altri sistemi.

## Principali progetti
Locomotive:
- Locomotiva Gruppo RS.400, poi 910.xxx FS.